# Cirrochroa niasica
Cirrochroa niasica är en fjärilsart som beskrevs av Eduard Honrath 1892. Cirrochroa niasica ingår i släktet Cirrochroa och familjen praktfjärilar. Inga underarter finns listade i Catalogue of Life.